# Goldstrike Property
Le site de Goldstrike Property, située à 60 km au nord-ouest d'Elko, dans le Nevada, aux États-Unis, est l'une des plus grandes mines d'or du monde, exploitée à ciel ouvert (mine Betze-Post) et souterrainement (mines de Meikle et Rodeo), qui a produit 58,2 tonnes d'or en 2005.
À lui seul, le site représente près du tiers de cette production totale de son propriétaire, le groupe canadien Barrick Gold, le numéro un mondial de l'or. Aux États-Unis dans l’État du Nevada, la région productrice d'or a contribué à l'histoire du Nevada au XIXe siècle. Elle est aussi connue sous le nom de "Carlin Trend".
La veine d'argent de Comstock fut en 1859 à l'origine de Virginia City, qui compta jusqu'à 30 000 habitants, la veine d'or de Goldfield prenant en 1902 le relais pour générer Goldfield, ville champignon à 1 800 mètres d'altitude, en plein désert, avec 30 000 habitants dès 1906.
Le 31 octobre 1864, le Nevada devint le 36e État des États-Unis. Il absorba en 1866 le comté de Pah-Ute du territoire de l'Arizona, à l'ouest du fleuve Colorado. D'autres filons d'or et d'argent furent découverts au début du XXe siècle (Tonopah et Rhyolite).